# Ватрогасац (ТВ филм)
„Ватрогасац” је југословенски ТВ филм из 1983. године. Режирао га је Мухамед Мехмедовић а сценарио су написали Душан Анђић и Новица Савић.

## Улоге
| Глумац            | Улога            |
| ----------------- | ---------------- |
| Младен Нелевић    | Петар            |
| Нада Ђуревска     | Жена             |
| Адем Чејван       | Отац             |
| Звонко Зрнчић     | Мајстор          |
| Мухарем Осмић     | Портир           |
| Анте Вицан        | Директор         |
| Михајло Мрваљевић | Референт         |
| Миленко Видовић   | Ликић            |
| Миодраг Брезо     | Ватрогасац       |
| Влајко Шпаравало  | Власник праонице |
| Фирдаус Неби      | Радник           |

Остале улоге ▼
| Глумац             | Улога       |
| ------------------ | ----------- |
| Хранислав Рашић    | Газда       |
| Жељко Нинчић       | Раденко     |
| Радмила Прајнингер | Конобарица  |
| Јасна Диклић       | Секретарица |
| Александар Војтов  | Пословођа   |
| Бошко Марић        | Пијанац     |
| Сеад Бејтовић      | Младић      |
| Алија Аљевић       | Возач       |